# Upper Grand Lagoon
Upper Grand Lagoon ist ein census-designated place (CDP) im Bay County im US-Bundesstaat Florida. Das U.S. Census Bureau hat bei der Volkszählung 2020 eine Einwohnerzahl von 15.778 ermittelt.

## Geographie
Upper Grand Lagoon grenzt direkt an die Städte Panama City und Panama City Beach und liegt etwa 170 km westlich von Tallahassee. Der CDP wird vom U.S. Highway 98 (SR 30A) und der Florida State Road 30 durchquert.

## Demographische Daten
Laut der Volkszählung 2010 verteilten sich die damaligen 13.963 Einwohner auf 8.259 Haushalte. Die Bevölkerungsdichte lag bei 664,9 Einw./km². 91,2 % der Bevölkerung bezeichneten sich als Weiße, 2,3 % als Afroamerikaner, 0,5 % als Indianer und 1,6 % als Asian Americans. 1,1 % gaben die Angehörigkeit zu einer anderen Ethnie und 3,4 % zu mehreren Ethnien an. 4,6 % der Bevölkerung bestand aus Hispanics oder Latinos.
Im Jahr 2010 lebten in 27,5 % aller Haushalte Kinder unter 18 Jahren sowie 24,7 % aller Haushalte Personen mit mindestens 65 Jahren. 62,5 % der Haushalte waren Familienhaushalte (bestehend aus verheirateten Paaren mit oder ohne Nachkommen bzw. einem Elternteil mit Nachkomme). Die durchschnittliche Größe eines Haushalts lag bei 2,32 Personen und die durchschnittliche Familiengröße bei 2,81 Personen.
22,3 % der Bevölkerung waren jünger als 20 Jahre, 26,1 % waren 20 bis 39 Jahre alt, 30,8 % waren 40 bis 59 Jahre alt und 20,6 % waren mindestens 60 Jahre alt. Das mittlere Alter betrug 41 Jahre. 50,5 % der Bevölkerung waren männlich und 49,5 % weiblich.
Das durchschnittliche Jahreseinkommen lag bei 57.615 $, dabei lebten 7,2 % der Bevölkerung unter der Armutsgrenze.
Im Jahr 2000 war Englisch die Muttersprache von 95,75 % der Bevölkerung, spanisch sprachen 2,87 % und 1,38 % hatten eine andere Muttersprache.